# ペイカン
ペイカン（ペルシャ語: پیکان、英: Paykan, 発音はピーキャンとも）はイランのイラン・ホドロ社で生産されていた乗用車。

## 解説
1967年から2005年5月まで40年近く生産された。大部分はオフホワイトに塗装されていてイランで多く見られた。
この車は1966年型のイギリスのルーツ・グループによって設計されたヒルマン・ハンター/ルーツ・アローが原型となっている。
すでにクライスラー傘下であったルーツ・グループは、1967年にイラン向けにヒルマン・ハンター（ルーツ・アロー）のノックダウン生産キットを輸出し始め、組み立てはイランのイラン・ナショナル社（現：イラン・ホドロ社）で行なわれた。
1978年にルーツ・グループがPSA・プジョーシトロエンに買収されたため、スコットランドのリンウッド工場でのヒルマン・ハンターの生産は終了し、生産設備はイランに売却された。
ペイカンは、2005年までPSAグループのライセンスのもとで生産された。
1966年型モデルのままの部分も多いが、エンジンは原型の1725ccのルーツのエンジンから、プジョー・504のドライブユニットに変更された。燃料消費が悪く、時代遅れであったが生産は続けられ、生産の最終年度でも2年分の注文を抱えていた。
イラン・ホドロ社はペイカンの生産で自動車開発のノウハウを獲得し、サマンドを自社開発した。
最近はPSAグループからプジョー・405ブレークや RD（405のボディとペイカンのシャーシの折衷車）、プジョー・206の生産を委託されている。
2005年5月に生産は打ち切られ、ルノー・ロガン（現地名Tondar)やサマンドに後継の座をゆずった。

## 関連事項
- ヒルマン・ハンター
- ヒルマン・ミンクス